# Sheila Jordan
Sheila Jeanette Jordan, nata Sheila Jeanette Dawson (Detroit, 18 novembre 1928 – New York, 11 agosto 2025), è stata una cantautrice statunitense.

## Biografia
Registrò, oltre ai suoi album, come session man con una serie di grandi artisti. Aprì la strada a uno stile di canto bebop e scat con un contrabbasso come unico accompagnamento. La sua musica ottenne apprezzamenti da molti critici, in particolare per la sua capacità di improvvisare testi. Charlie Parker presentò spesso Sheila Jordan come "la cantante con le orecchie da un milione di dollari".

## Discografia
- Portrait of Sheila, (Blue Note, 1963)
- Confirmation, (East Wind, 1975)
- Sheila with Johnny Knapp (Grapevine, 1977)
- Sheila with Arild Andersen (SteepleChase, 1978)
- Blown Bone with Steve Lacy, Roswell Rudd (Philips, 1979)
- Playground with Steve Kuhn (ECM, 1980)
- Old Time Feeling with Harvie Swartz (Palo Alto, 1983)
- The Crossing (BlackHawk, 1984)
- Body and Soul (CBS/Sony, 1987)
- Lost and Found (Muse, 1990)
- Songs from Within with Harvie Swartz (MA, 1993)
- One for Junior with Mark Murphy (Muse, 1993)
- Heart Strings (Muse, 1994)
- Jazz Child with Steve Kuhn (HighNote, 1999)
- Sheila's Back in Town (Splasc(h), 1999)
- The Very Thought of Two with Harvie Swartz (MA, 2000)
- Little Song with Steve Kuhn (HighNote, 2003)
- Celebration with Cameron Brown (HighNote, 2005)
- Straight Ahead (Splasc(h), 2005)
- Winter Sunshine (Justin Time, 2008)
- Comes Love: Lost Session 1960 (Capri, 2022)